# Аниер, Ханнес
Ханнес Аниер (эст. Hannes Anier; 16 января 1993, Таллин, Эстония) — эстонский футболист, нападающий клуба «Флора». Выступал в национальной сборной Эстонии.

## Карьера

### Клубная
Аниер является воспитанником клуба «Флора», в котором он начал свою профессиональную карьеру в 2009 году. Всего за три года нападающий сыграл за таллинский клуб 35 матчей и забил 17 мячей.
В 2012 году Аниер перешёл в датский «Оденсе», но не имел много игровой практики, сыграв за два сезона лишь шесть матчей без забитых мячей.
В сентябре 2013 года проходил просмотр в шотландском «Партик Тистл», а в июне 2014 года вместе со своим братом подписал контракт с немецким клубом «Эрцгебирге Ауэ».

### Сборная
Аниер дебютировал в сборной 4 июня 2014 года в матче против сборной Исландии. Три дня спустя Ханнес забил свой первый гол, который принес Эстонии волевую победу в матче против сборной Таджикистана.

#### Голы за сборную
| Дата        | Стадион                       | Соперник    | Результат1 | Статус матча | Минута (счёт) |
| ----------- | ----------------------------- | ----------- | ---------- | ------------ | ------------- |
| 7 июня 2014 | «А. Ле Кок Арена», Таллин (д) | Таджикистан | 2:1        | ТМ           | 90+' (2:1)    |

1 Первым указано число голов, забитых сборной Эстонии
- д = дома
- ТМ = товарищеский матч

## Достижения
«Флора»
- Чемпион Эстонии (1): 2011
- Обладатель кубка Эстонии (1): 2010/11
- Обладатель суперкубка Эстонии (1): 2011

## Личная жизнь
Ханнес — младший брат эстонского нападающего Хенри Аниера.

## Статистика выступлений
| Клуб             | Сезон            | Клуб      | Клуб      | Клуб  | Клуб  | Клуб      | Клуб      | Клуб   | Клуб   | Сборная | Сборная | Итого | Итого |
| Клуб             | Сезон            | Чемпионат | Чемпионат | Кубки | Кубки | Еврокубки | Еврокубки | Прочее | Прочее | Сборная | Сборная | Итого | Итого |
| Клуб             | Сезон            | Игры      | Голы      | Игры  | Голы  | Игры      | Голы      | Игры   | Голы   | Игры    | Голы    | Игры  | Голы  |
| ---------------- | ---------------- | --------- | --------- | ----- | ----- | --------- | --------- | ------ | ------ | ------- | ------- | ----- | ----- |
| Флора            | 2009             | 2         | 0         | 0     | 0     | 0         | 0         | 0      | 0      | 0       | 0       | 2     | 0     |
| → Валга Уорриор  | 2009             | 4         | 1         | 0     | 0     | —         | —         | —      | —      | 0       | 0       | 4     | 1     |
| → Элва           | 2009             | 3         | 1         | 0     | 0     | —         | —         | —      | —      | 0       | 0       | 3     | 1     |
| Флора II         | 2009             | 9         | 2         | 0     | 0     | —         | —         | —      | —      | 0       | 0       | 9     | 2     |
| Флора            | 2010             | 0         | 0         | 4     | 4     | 0         | 0         | 0      | 0      | 0       | 0       | 4     | 4     |
| Флора II         | 2010             | 27        | 13        | 0     | 0     | —         | —         | —      | —      | 0       | 0       | 27    | 13    |
| Флора            | 2011             | 25        | 11        | 2     | 2     | 1         | 0         | 1      | 0      | 0       | 0       | 29    | 13    |
| Флора II         | 2011             | 6         | 4         | 0     | 0     | —         | —         | —      | —      | 0       | 0       | 6     | 4     |
| Итого (за Флору) | Итого (за Флору) | 27        | 11        | 6     | 6     | 1         | 0         | 1      | 0      | 0       | 0       | 35    | 17    |
| Оденсе           | 2012/2013        | 3         | 0         | 2     | 0     | —         | —         | —      | —      | 0       | 0       | 5     | 0     |
| Оденсе           | 2013/2014        | 1         | 0         | 0     | 0     | —         | —         | —      | —      | 2       | 1       | 3     | 1     |
| Оденсе           | Итого            | 4         | 0         | 2     | 0     | —         | —         | —      | —      | 2       | 1       | 8     | 1     |
| Эрцгебирге Ауэ   | 2014/15          | 0         | 0         | 0     | 0     | —         | —         | —      | —      | 0       | 0       | 0     | 0     |
| Всего за карьеру | Всего за карьеру | 38        | 13        | 8     | 6     | 1         | 0         | 1      | 0      | 2       | 1       | 50    | 20    |

(откорректировано по состоянию на 3 августа 2014 года)